# 袁子扬 (1911年)
袁子扬（1911年5月—1992年5月），男，汉族，山东沂水人，中华人民共和国政治人物，曾任山东省人民委员会副省长，中国人民银行副行长。